# 小行星50412
小行星50412（50412 Ewen）是一颗绕太阳运转的小行星，为主小行星带小行星。该小行星于2000年2月26日发现。
該小行星以加拿大業餘天文學家哈利·伊文（Harry Ewen）命名。

## 轨道参数
小行星50412的轨道半长轴为2.6887444 UA，离心率为0.083。